# Open Rails
Open Rails és un programa de simulació ferroviària de codi obert. Està basat en un antic simulador ferroviari anomenat Microsoft Train Simulator (MSTS), creat l'any 2001.
El simulador està casi exclusivament basat en aportar una experiencia ferroviaria realista, i no té mecàniques de joc integrades. Segons la pàgina web oficial d'Open Rails, el simulador no és només “una millora del MSTS” però “un simulador completament diferent”
Open Rails té opció singleplayer (un sol jugador per servidor), i multijugador (més d'un jugador per servidor).
La comunitat d'Open Rails (o MSTS), també pot aportar rutes i trens al simulador, mitjançant un programa de creació.Actualment, existeixen molts trens i rutes de diferents països, incloent algunes espanyoles i catalanes.